# Mission Dixie

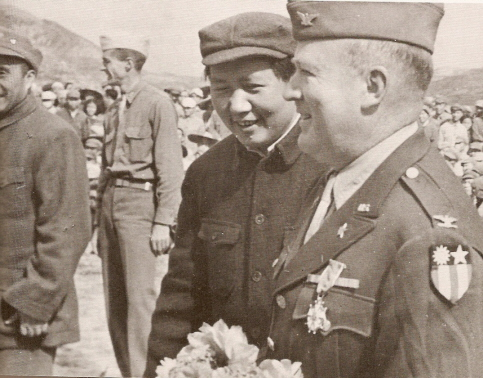
Le colonel David Barrett avec Mao Zedong à Yan'an en 1944.

La mission Dixie, officiellement nommée Groupe d'observation de l'armée des États-Unis à Yan'an (United States Army Observation Group to Yan'an), est la première tentative américaine d'établissement de relations officielles avec le Parti communiste chinois et l'armée populaire de libération basés à Yan'an, une cité troglodyte dans une zone montagneuse éloignée et isolée. La mission fut lancée le 22 juillet 1944 durant la Seconde Guerre mondiale et dura jusqu'au 11 mars 1947.
En plus du fait d'établir des relations, le but était de révéler la structure politique et militaire du Parti communiste et de déterminer quels bénéfices les États-Unis pourraient tirer en ouvrant le dialogue. John Service (en) du département d'État des États-Unis était responsable de l'analyse politique, et le colonel David Barrett (en) de l'armée américaine de l'analyse militaire. Ils rapportent que les communistes chinois pourraient être des alliés utiles dans la guerre et après, et que l'atmosphère à Yan'an est plus énergique et moins corrompue que dans les zones nationalistes. Après la guerre, les rapports de la mission Dixie, de Service, et de Barrett, sont condamnés par les factions pro-nationalistes dans le gouvernement américain et sont victimes du maccarthysme. Service est démis de son poste au département d'État, et Barrett n'obtient pas sa promotion de général de brigade.
La mission Dixie a accueilli les missions diplomatiques de Patrick Hurley et George Marshall pour négocier une unification des communistes et des nationalistes, sans succès. Plus tard, la brève existence de la mission Dixie est un événement historique très positif lorsque les relations entre la République populaire de Chine et les États-Unis sont rétablies pendant le mandat de Richard Nixon. Certains vétérans de la mission Dixie, comme John Service et Koji Ariyoshi (en), sont parmi les premiers Américains invités en Chine communiste.

## Origine
Avant la mission Dixie, les États-Unis envisagent des interventions militaires dans les zones communistes chinoises, tout comme l'OSS a le projet d'envoyer des agents dans le Nord de la Chine. La mission Dixie commence, selon le mémo de John Paton Davies (en), le 15 janvier 1944. Davies, un attaché politique servant sur le théâtre des opérations de Chine-Birmanie-Inde, demande l'établissement d'une mission d'observateurs dans le territoire chinois communiste. Il pense que les communistes offrent des bénéfices stratégiques intéressants dans la guerre contre le Japon alors que les États-Unis ignorent tout simplement les communistes, et que la « capitale » communiste, Yan'an, serait déplacée à Moscou. Avec le soutien du supérieur de Davies, le général Joseph Stilwell, ce mémo réussie à convaincre l'administration de Franklin D. Roosevelt à mettre en place un plan dans ce but.
L'administration Roosevelt demande au président nationaliste chinois Tchang Kaï-chek la permission d'envoyer des observateurs américains entrer en contact avec le Parti communiste. Tchang est tout d'abord hostile à cette idée et retarde l'opération. Il accepte finalement après une visite d'État du vice-président américain Henry Wallace à Chongqing, la capitale nationaliste, en juin 1944. John Carter Vincent (en), un expert du département d'État connaissant la Chine, assiste Wallace pour convaincre Tchang de ne pas imposer une supervision nationaliste de la mission. En échange, les États-Unis promettent de remettre en place le commandant américain du théâtre de Chine-Birmanie-Inde, le général Stilwell. Il sera cependant retiré de son commandement en octobre 1944.

## Arrivées des missions à Yan'an

### Premières arrivées
Les premiers membres de la mission Dixie arrivent à Yan'an le 22 juillet 1944 dans un C-47. Cette équipe est composée de David Barrett, John Service, Melvin Casberg, Ray Cromley (en), John Colling, Charles Stelle, Paul Domke, Henry Whittlesey, et Anton Remenih.
La seconde partie de l'équipe arrive le 7 août et est composée de Raymond Ludden (en), Reginald Foss, Wilbur Peterkin (en), Charles Dole, Brooke Dolan, Simon Hitch, Louis Jones, Walter Gress, George Nakamura. Plus tard, d'autres membres, comme Koji Ariyoshi (en), rejoignent la mission.

### Activités à Yan'an
John Service, sous le commandement de Stilwell, sert comme observateur diplomatique de Stilwell et de l'ambassade américaine à Chongqing. Pendant trois mois, il envoie une série de rapport à Chongqing et déclenche immédiatement une controverse. Il fait l'éloge du Parti communiste et le compare aux socialistes européens plutôt qu'à la redoutée URSS. Il le félicite pour la mise en place d'une société propre et supérieure en fort contraste avec la corruption et le chaos qu'il a observé dans les zones nationalistes de Tchang Kaï-chek. L'ambassade conclu cependant qu'il n'est pas impartial. Après sa visite de Yan'an, Service demande que les États-Unis travaillent avec les forces opposées aux nationalistes, comme les communistes, bien qu'il ne demande pas à abandonner Tchang. Cette opinion est partagée par John Paton Davies, et cela ruinera leurs deux carrières.
Le colonel David Barrett évalue le potentiel militaire en observant les simulations de guerre entre les troupes communistes et des écoles militaires venues entraîner les officiers chinois. Barrett sent que le Parti communiste endoctrine ses soldats plus qu'il ne les forme au combat, mais il pense que les conseillers américains pourraient faire des soldats communistes d'excellents combattants.
Les Américains sont impressionnés par les attaques communistes sur les Japonais, souvent lors de raids de guérilla. Cependant, la dernière campagne militaire importante des communistes contre les Japonais a eu lieu quatre ans auparavant lors de l'offensive des cent régiments par l'armée de la 8e route. Après des résultats désastreux, le Parti communiste a décidé d'éviter les grandes campagnes contre les Japonais, mais a maintenu l'illusion d'être un belligérant actif.

## La diplomatie de Dixie

### Mission Hurley

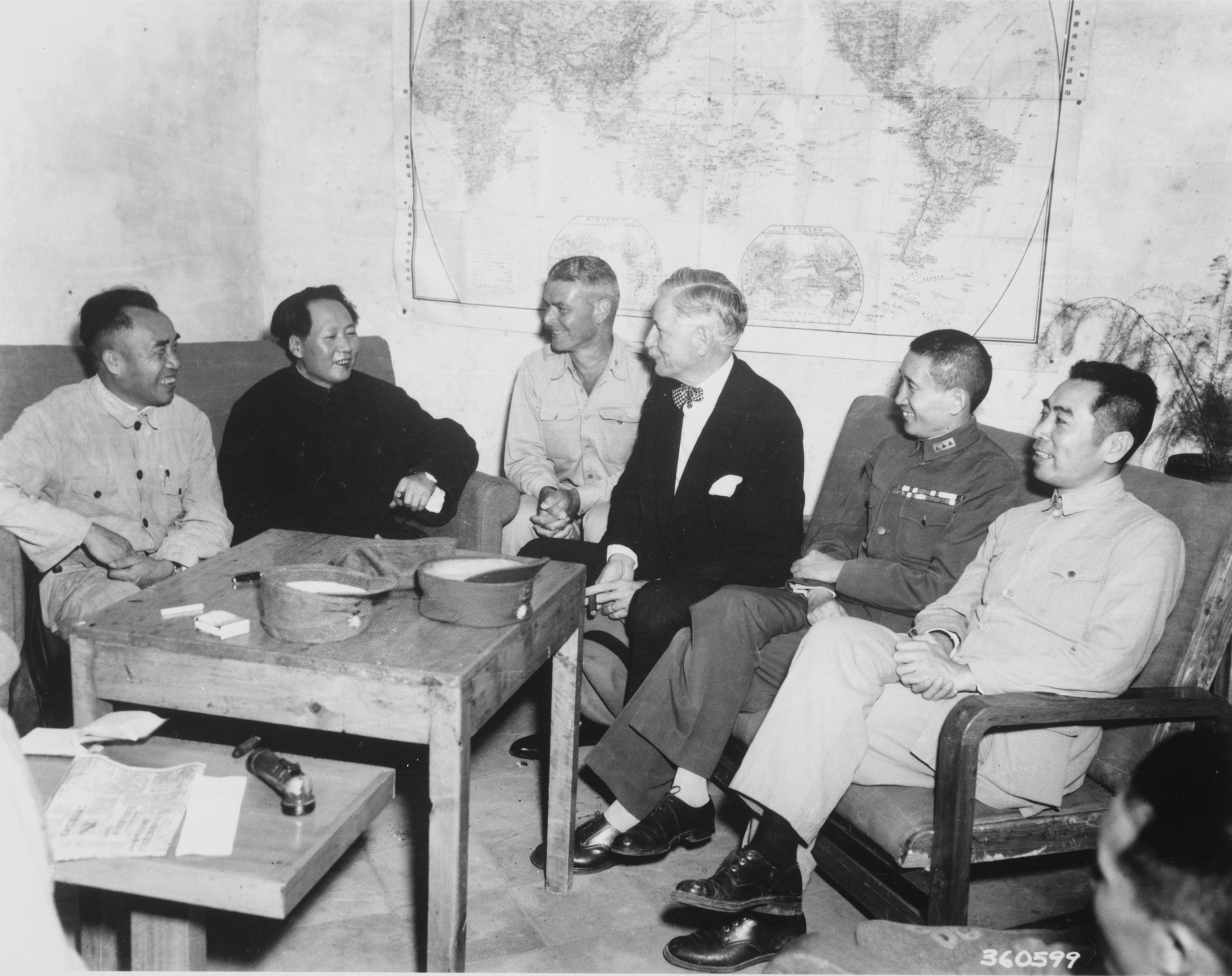
Le nouvel ambassadeur américain en Chine, Patrick Hurley, conversant avec les chefs communistes après sa nomination.

Le 7 novembre 1944, le général Patrick Hurley arrive à Yan'an. Il est sur le théâtre Chine-Birmanie-Inde depuis août dans le cadre d'un accord entre Wallace et Tchang pour établir une liaison pour que Tchang puisse communiquer directement avec Roosevelt et Stilwell. Avec une carrière réussie de négociateur dans le secteur privé, Hurley est envoyé en Chine pour améliorer les opérations sur le théâtre chinois, jusqu'à peut-être parvenir à établir un gouvernement unifié entre les nationalistes et les communistes. Il approche le Parti communiste et le Kuomintang sans connaissances de ces groupes politiques et pensent que leurs différences ne sont pas plus grandes que celles entre les Républicains et les Démocrates aux États-Unis. Il échoue à réconcilier les deux partis et blâme les membres de la mission Dixie, John Service et John Paton Davies, et d'autres.

### Missions Marshall et Wedemeyer
Après la reddition du Japon, le Kuomintang et le Parti communiste reprennent leur guerre civile chinoise qu'ils ont temporairement mis de côté en 1937 pour combattre ensemble les Japonais. En décembre 1945, le président Harry Truman envoie le général George Marshall en Chine pour négocier un cessez-le-feu et former un gouvernement unifié. Tandis que Marshall passe la majeure partie de son séjour à Chongqing, la mission Dixie l'accueille à Yan'an pour qu'il puisse s'entretenir avec les chefs communistes. Comme Hurley, Marshall échoue à mettre en place un compromis et la guerre civile continue.
Truman envoie ensuite un autre représentant en Chine, le général Albert Coady Wedemeyer, qui a commandé les troupes américaines en Chine durant la guerre, pour une mission d'enquête. De nouveau, la mission Dixie l'accueille à Yan'an. Wedemeyer rapporte que les intérêts américains seraient mieux servis en continuant à soutenir le gouvernement nationaliste mais Truman refuse cette conclusion en attendant de voir qui gagnera et refuse également d’augmenter l'aide aux nationalistes pour éviter de s'impliquer dans la guerre civile chinoise. Après la visite de Wedemeyer, les États-Unis mettent fin à leurs opérations à Yan'an et détruisent tout ce qu'ils ne peuvent emmener dans leur C-47. Le 11 mars 1947, les derniers membres de la mission Dixie quittent Yan'an.

## La question d'un subterfuge communiste
Les participants de la mission Dixie, comme John Service, sont critiqués pour leur vision du Parti communiste chinois comme un réformateur agraire socialiste qui prétend que la Chine sous son contrôle ne suivrait pas le trajet violent de la Russie sous les Bolcheviks. De plus, le socialisme ne serait imposé en Chine qu'après des réformes économiques qui préserveraient le capitalisme jusqu'à ce que la société soit assez mature pour une transition pacifique vers une société communiste. Cette vision est diffusée en Amérique avant et durant la guerre par les auteurs Edgar Snow et Agnes Smedley. Dans son rapport du 3 août 1944, La politique communiste envers le Kuomintang, Service souligne son opinion des communistes comme suivant :

« Et les qualités personnelles impressionnantes des chefs communistes, leur sincérité évidente, et la cohérence et la nature logique de leur programme me mène, finalement, vers une acceptation générale de la première explication, que les communistes basent leur politique envers le Kuomintang dans un réel désir de démocratie en Chine dans laquelle il pourrait y avoir une croissance économique stable en passant des entreprises privées au socialisme sans besoin de bouleversement et de révolution sociale violente. »

Après la mission Dixie, le colonel Barrett dévoile sa position et écrit dans ses mémoires :

« De plus, j'ai été convaincu dans une certaine mesure, autant peut-être que l'ont étaient d'autres étrangers, par la bêtise de la « réforme agraire ». J'aurais dû éviter cela, particulièrement puisque les communistes eux-mêmes n'ont jamais à aucun moment prétendus être autre chose que des révolutionnaires. »

L'histoire de la Chine montre qu'après la victoire, le Parti communiste n'a pas mis en place un lent changement progressiste de l'économie, comme certains le pensaient en 1944. 25 ans plus tard, John Service pense que la coopération américaine avec le Parti communiste aurait dû empêcher les futurs excès de Mao Zedong après la guerre. John Davies, dans ses mémoires Dragon by the Tail, également 25 ans plus tard, défend son opinion que le Parti communiste aurait été un meilleur allié chinois pour les États-Unis que le Kuomintang, Il pense que les intérêts américains auraient été mieux servis en s'alliant avec les communistes selon la Realpolitik. S'allier avec eux les aurait empêché de s'allier avec l'Union soviétique, et diminuer la tension que les États-Unis ont connu durant la guerre froide. Dans la théorie de la « dernière chance », les États-Unis ont manqué l'opportunité de construire une relation d'amitié avec le Parti communiste et d'empêcher son alignement avec les Soviétiques. Service et Davies ont rapporté de bonne foi ce qu'ils ont vu à l'époque.

## Impact ultérieur
La mission Dixie a des conséquences pour des individus, et pour les États-Unis. La plupart des participants sont accusés d'être communistes, comme John Davies et John Service qui sont l'objet de multiples enquêtes du Congrès pour prouver qu'ils ne sont pas des membres du Parti communiste, des agents de puissances étrangères, ou simplement des traîtres aux États-Unis,. Cela à mener à la sortie de Service du département d'État. Il fait appel de cette décision et la cour suprême des États-Unis statut en sa faveur. Davies est banni de Chine, son pays spécialisé, par Hurley. Puis il est démis d'une position en Russie pour un poste insignifiant en Amérique du Sud. Il quitte cette position et s'engage dans la manufacture de meubles. Hurley accuse le colonel David Barrett de saboter sa diplomatie avec le Kuomintang et le Parti communiste. Il réussit à empêcher Barrette d'obtenir sa promotion de général de brigade, bien qu'il eût l'approbation de son commandant, le général Albert Wedemeyer. Barrett est maintenu en Chine mais à un poste inférieur.
La mauvaise image, non justifiée, de la mission Dixie contribue à la Peur rouge nationale dans les années 1950 et 1960. Le dégel des relations entre la République populaire de Chine et les États-Unis dans les années 1970 ouvre un nouveau chapitre pour la mission. Pour la première fois, elle et ses participants deviennent l'objet d'études sérieuses, et beaucoup de ses anciens membres figurent parmi les premiers Américains invités à visiter la Chine en vingt ans. En Chine, la mission Dixie est un souvenir positif des relations entre les deux pays, et un symbole de la coopération sino-américaine.

## Origine du nom Dixie
Bien que surnommée « mission Dixie », le véritable nom de la mission est « groupe d'observation de l'armée des États-Unis à Yan'an ». Un historien attribue ce nom à plusieurs sudistes parmi les membres. John Davies déclare dans ses mémoires, Dragon by the Tail, que la mission est surnommée Dixie par lui-même et ses collègues comme référence à sa localisation dans le territoire « rebelle », une comparaison facile au territoire des États confédérés.

## Membres importants de la mission Dixie
- David Barrett (en) (1892–1977)
- John Service (en) (1909–1999)
- John Paton Davies (en) (1908–1999)
- Koji Ariyoshi (en) (1914–1976)
- Raymond Ludden (en) (1909–1970)
- Morris DePass (en)
- Wilbur Peterkin (en)
- Clifford Young (en)